# CrispyRob
CrispyRob (* 2. September 1993 in Aachen; bürgerlich Robert Brosowski) ist ein deutscher Webvideoproduzent, Autor von Kochbüchern, Anbieter von Kartoffelchips und Schauspieler.

## Leben
CrispyRob wurde als Sohn einer tadschikischen Mutter und eines russischen Vaters geboren und wuchs zweisprachig auf. Seine Schulzeit verbrachte er auf der Gesamtschule Aachen-Brand. Während eines Breakdance-Kurses lernte er Julien Bam kennen. Er gründete eine Filmproduktionsfirma und wurde Teil von Bams Team.
Sein Studium an der FH Aachen im Bereich Kommunikationsdesign brach er ab. Einen eigenen Youtube-Kanal betreibt er seit April 2015. Der Kanal erreichte im Mai 2018 1.000.000 Abonnenten. Die Beiträge umfassen (Reise-)Vlogs, Kochvideos, Kurzfilme und Tests bzw. Reviews. Basierend auf seinen Kochvideos veröffentlichte er 2018 ein Rezeptbuch im Verlag Fischer Kinder- und Jugendbuch, das auf Platz 1 der Börsenblatt-Bestsellerliste für Ratgeber stieg und bis 2019 in vier Auflagen gedruckt wurde. 2019 folgte ein zweites Rezeptbuch.
In dem 2018 erschienenen Film Kalte Füße spielte  CrispyRob die kleine Rolle eines Krankentransport-Fahrers. 2020 hatte er in der deutschen Netflix-Serie Biohackers einen Gastauftritt als Influencer.
2020 brachte CrispyRob Kartoffelchips unter der Marke Rob’s auf den Markt. Die Chips wurden in Zusammenarbeit mit dem in Berlin ansässigen Unternehmen Limitd umgesetzt. Die erste Edition mit einer Auflage von 200.000 Chipstüten in den Geschmacksrichtungen Paprika und Sour Cream war nach 72 Stunden ausverkauft. Aufgrund der großen Nachfrage und positiven Resonanz der Endkunden gab es gegen Ende 2020 noch vereinzelte Nachlieferungen, die wieder binnen weniger Tagen ausverkauft waren. Zudem wurde neben den bestehenden Geschmackssorten eine weitere vorgestellt (Meersalz). Des Weiteren kamen als Limited Edition die Sorten Sweet BBQ und Halloween-Edition auf   den Markt. Im Jahr 2022 wurde erstmalig auch Robs in Österreich verkauft. 
Seit dem 17. Dezember 2021 ist CrispyRob neben Kayla Shyx und Insecthaus Adi in acht Episoden von Die Insektenjäger bei dem Streaminganbieter Joyn zu sehen.

## Veröffentlichungen
- CrispyRobs Meine Top 50 Rezepte: Schnelle und einfache Gerichte für Sandwichmaker, Mikrowelle, Waffeleisen, Herd und Backofen. Fischer Kinder- und Jugendbuch Verlag, Frankfurt am Main, 2018, ISBN 978-3-7335-0487-8.
- CrispyRobs Meine Top 50 Feel Good Rezepte. Fischer Kinder- und Jugendbuch Verlag, Frankfurt am Main, 2019, ISBN 978-3-7335-0590-5